# Hermann Riecken
Hermann Riecken (Wankendorf, 10 de agosto de 1901 - Heikendorf, 27 de febrero de 1985) fue miembro del NSDAP desde 1930. Fue alcalde de Heikendorf (1933-1939), desde 1939 presidente del distrito de Flensburg, y desde 1941 representante regional del NS en el distrito estonio de Pärnu (alemán: Pärnau) y en la letona Dünaburg (Daugavpils letón) ( 1942 -1944). Tras la Segunda Guerra Mundial, Riecken fue condenado a un año y medio de prisión en 1948, pero pronto se reintegró en Heikendorf, su ciudad natal, como un ciudadano apreciado.

## Biografía

#### Actividades políticas en el NSDAP y en Schleswig-Holstein
Hermann Riecken era hijo del cantero August Riecken y su esposa Maria, de Wankendorf. Tras su educación en Kiel, que finalizó con el Abitur, aprendió banca. A continuación, trabajó durante ocho años en diversas instituciones bancarias de Kiel, Stuttgart y Donaueschingen. Además, trabajó otros siete años en puestos directivos de varias empresas mayoristas. Como uno de los miembros activos de la "primera hora", Riecken se afilió al NSDAP y a la SA en 1930 y más tarde también a la SS. Comenzó como miembro de las SA y jefe de bloque y ascendió rápidamente a puestos más altos gracias a su participación activa en las SA.
Unas semanas después de la 'Machtergreifung' (30 de enero de 1933), el último jefe municipal elegido libremente en Heikendorf, Wilhelm Ivens, fue depuesto y el comerciante Hermann Riecken fue nombrado provisionalmente candidato del NSDAP. Los dirigentes del NS consideraban que la administración del municipio de Heikendorf era un puesto de importancia estratégica. No sólo como importante suburbio y centro turístico de la ciudad naval Kiel, desde 1939 "Reichskriegsstadt", sino también porque el lugar iba a convertirse en una ciudad satélite de Kiel con hasta 20.000 habitantes. Confirmado oficialmente en el cargo por el administrador del distrito el 1 de mayo de 1933, Riecken fue alcalde de Heikendorf hasta 1939. También asumió varios cargos honoríficos, como la presidencia del recién fundado "Heikendorfer Turn- und Sportverein von 1924" en 1935, tras la prohibición nacionalsocialista de la gimnasia libre, y el rediseño del monumento a los submarinos en Möltenort el 12 de junio de 1938. fue inaugurado.

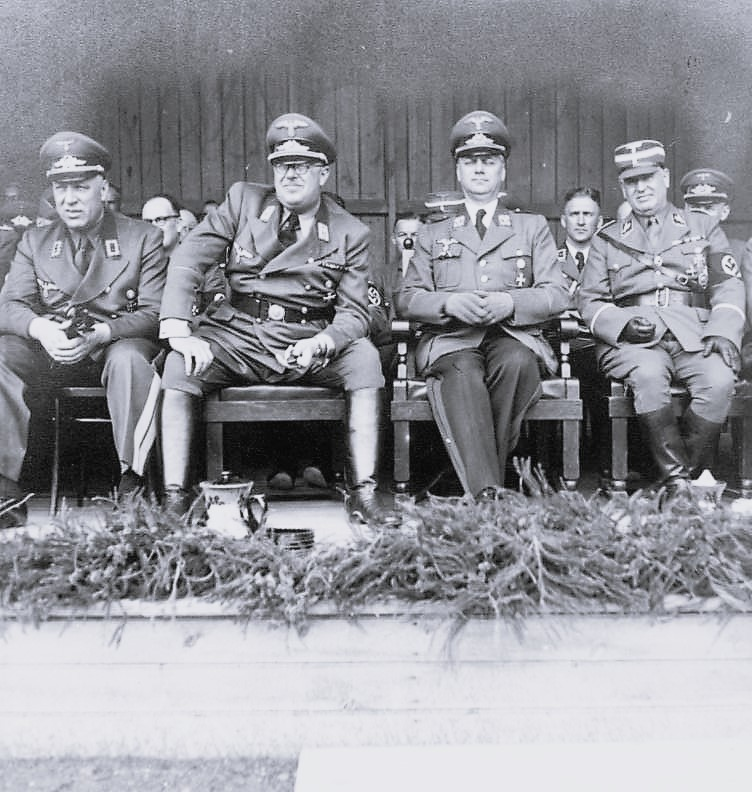
Gauleiter Hinrich Lohse, segundo de izquierda, en la Letonia ocupada (1942)

Mientras tanto, Riecken se alistó como voluntario en el ejército y pudo convertirse en oficial de reserva. Se hizo un nombre como formador y jefe de la oficina de distrito de la Oficina de Política Económica, entre otras cosas.  También participó activamente como "orador NS-Gaured". En mayo de 1939, el jefe del Gaus Schleswig-Holstein, Hinrich Lohse, nombró a Riecken jefe de distrito del NSDAP en Flensburg. El administrador y candidato del NSDAP Hans Burmann, de Eutin, sustituyó entonces a Riecken como alcalde de Heikendorf (1939-1945).Mientras tanto, Riecken se alistó como voluntario en el ejército y pudo convertirse en oficial de reserva. Se hizo un nombre como formador y jefe de la oficina de distrito de la Oficina de Política Económica, entre otras cosas.  También participó activamente como "orador NS-Gaured"..

## Trabajando como comisionado de área de NS en los Estados Bálticos

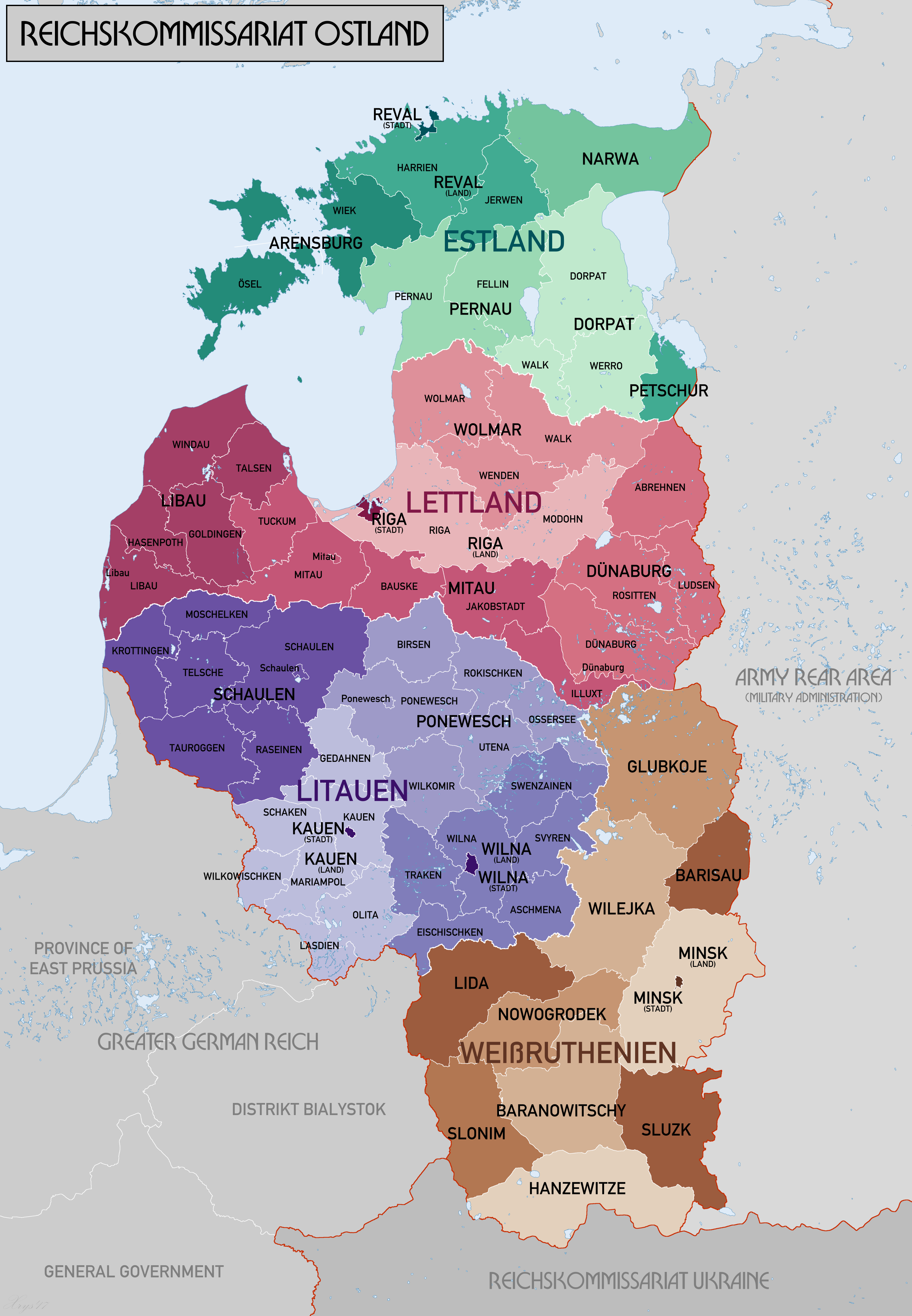
Mapa administrativo del Reichskommissariat Ostland, 1942

Tras el estallido de la guerra, Riecken fue soldado durante un breve periodo, pero se le ordenó regresar a su puesto en Flensburg al cabo de sólo tres meses. En las SS ascendió rápidamente al rango de Hauptsturmführer z. b. V. del Standarte 50 N, SS-Oberabschnitt Nordsee. El 14 de octubre de 1941, por recomendación de Hinrich Lohse, el ministro del Reich Alfred Rosenberg nombró a Hermann Riecken comisario regional Pärnu. (en alemán: Pärnau) en el Reichskommissariat Ostland. Le asignó tareas de la administración civil alemana para los distritos de Pernau y Fellin (Estonia). El traslado respondía al deseo personal de Riecken, que conocía desde hacía tiempo la especial estructura de esta zona. Por ello, se congratula de poder iniciar aquí su labor. Es posible que Riecken ya participara en la conquista de los Estados bálticos o en la administración del llamado "Ober Ost" durante la Primera Guerra Mundial. A principios de enero de 1942, Riecken se trasladó con su familia a Pernau. Su tarea consistía sobre todo en la "Valorización" más rigurosa posible de los territorios ocupados, así como en la preparación y supervisión administrativa del exterminio de los judíos. Un año después, sin embargo, fue despedido por irregularidades masivas en la compra de bienes. Gracias a la mediación del comisario general Litzmann, consiguió salvar la cara al problema trasladándose como comisario regional a Dünaburg. (letón, Daugavpils) en Letonia.
Los comisarios territoriales del Reichskommissariat Ostland actuaban cada uno con una plantilla de hasta 10 funcionarios y empleados alemanes y unos 10 expertos agrícolas. Algunos mostraban una autoimagen casi feudal, incluida una marcada mentalidad de enriquecimiento, con tendencia a considerar los recursos que administraban como su botín personal. Al parecer, algunos Landeskommissare, llamados burlonamente 'Ostlandritter', se veían a sí mismos como sucesores de los cruzados de la Orden Teutónica en el Báltico. Los 'Landeskommissare' vestían un uniforme marrón amarillento especialmente confeccionado para ellos, con incrustaciones de encaje dorado, lo que les valió el apodo de "Goldfasan" ("Faisán dorado"), que, sin embargo, a menudo los confundía con las SA, de donde también procedían la mayoría de ellos. Riecken era considerado especialmente vanidoso y vivía rodeado de lujos. En Dünaburg, su segundo cargo como Landrat (1942-1944), se dice que reclamó una "casa de campo con todas las comodidades", además de un piso oficial con 20 habitaciones. Por ejemplo, durante las vacaciones en su país natal, viajó a las bodas de oro de sus padres en Wankendorf en 1942 con su uniforme oficial con adornos dorados y el coche oficial de Dünaburg, llevando champán y otras exquisiteces. Los habitantes de Wankendorf quedaron tan impresionados por la visita del "Goldfasan" que a sus hijos les impresionó que al señor Riecken también se le saludara educadamente con un "Heil Hitler".
En general, la administración civil de la potencia ocupante alemana en el Reichskommissariat Ostland (Reichskommissariat Ostland) se consideró ineficaz. Sin embargo, esto no se aplicaba a la deportación de decenas de miles de personas al Reich alemán como trabajadores forzados y al registro de "judíos", "comunistas", "gitanos", "locos" y "partisanos", incluidos los registro de los bienes que fueron decomisados. Las categorías eran amplias y se aceptaba la matanza indiscriminada de civiles. La administración civil también tuvo que registrar e identificar a los judíos y los obligó a trasladarse de sus aldeas a los guetos de la ciudad. Las unidades de la Wehrmacht y los comisarios estatales tenían prohibido participar directamente en el exterminio de los judíos. Sin embargo, esto no impidió que algunos se ofrecieran como voluntarios en su tiempo libre hasta que esto también fue prohibido para dejar los tiroteos masivos a las fuerzas locales y no dañar la reputación de la Wehrmacht.
Desde 1941 hasta enero de 1942, las tropas alemanas y sus tropas auxiliares letonas (Policía Auxiliar de Letonia (Nacionalsocialismo)) asesinaron a unos 330.000 "judíos", 8.359 "comunistas", 1.044 "partisanos" y 1.644 "locos" en el Reichskommissariat. Ostland (ibíd.)". Además de los aproximadamente 670.000 judíos bálticos que sobrevivieron a la primera ola de asesinatos, otros 50.000 judíos procedían del Reich alemán, incluso de Schleswig-Holstein, que fueron deportados a la Gueto de Riga, y en el invierno de 1941/42 al Gueto de Minsk. El gueto de Riga había sido despejado de antemano para dejar espacio, las SS hicieron fusilar a los 27.800 judíos que vivían allí en un asesinato en masa en Bikernieki. El propio Gauleiter Lohse disparó "para tener una idea de la situación", como explicó en sus audiencias judiciales después de la guerra. La segunda gran ola de exterminio de judíos en el este de Alemania comenzó en el invierno de 1943. Otros 570.000 judíos fueron víctimas de el exterminio Al mismo tiempo, varios cientos de miles de personas murieron de hambre y enfermedades, incluidos unos 2.000 prisioneros de guerra cada día. Los restantes aproximadamente 100.000 judíos fueron enviados al Gueto de Kaunas, Riga-Kaiserwald, Campo de concentración de Klooga y campo de concentración de Vaivara campos de concentración y en 1944 cuando los Rojos se acercaron al Ejército deportado y liquidado (ibid.).
No se sabe si SS Hauptsturmfuhrer y el comisionado regional Riecken estuvieron personalmente involucrados en el asesinato de judíos en su área de responsabilidad. Tampoco se sabe si estuvo involucrado en el registro o la deportación de judíos en sus áreas de despliegue anteriores o en Heikendorf o Flensburg. Sin embargo, esto tampoco se puede descartar.
Después del avance del frente soviético, la mayoría de los comisionados regionales y su personal regresaron a su tierra natal a más tardar en el invierno de 1944/45. Riecken y su familia también regresaron al Distrito de Plön en 1944. La mayoría de los miembros de la administración civil en el llamado 'Ostland' pudieron continuar sus carreras en la administración y el poder judicial después de la guerra tejiendo sistemáticamente sus propias leyendas de su inocencia, incluyendo mentiras descaradas. El gobierno estatal de Schleswig-Holstein, encabezado por la CDU, apoyó activamente esto.

## Reintegración en Heikendorf después del final de la guerra
Después del final de la Segunda Guerra Mundial], el gobierno militar británico depuso a todos los jefes de departamento y alcaldes que eran miembros del NSDAP e introdujo una nueva ley local de estilo británico el 1 de abril de 1946. Riecken fue arrestado en julio de 1945 y sentenciado a una pena de prisión relativamente leve de un año y ocho meses en 1948 porque se tuvo en cuenta su encarcelamiento en el campo de internamiento de Neuengamme. Esto se debe en gran medida a que sus excompañeros le hicieron referencias halagadoras y pudo destacarse en comparación con otros líderes de distrito, por ejemplo, Claus Hahn de Flensburg, en los procedimientos judiciales de la Spruchkammer a través de su apariencia. Todos los miembros del NSDAP de las administraciones municipales y de la ciudad de Schleswig-Holstein fueron despedidos y sometidos a un proceso de desnazificación. Sin embargo, esto solo sucedió de forma muy limitada y generalmente terminó con una clasificación como "seguidor" (IV) o "aliviado" (V), como fue el caso en Kiel y Heikendorf. Riecken también encontró jueces indulgentes durante la desnazificación que lo clasificaron como un 'seguidor' (IV). Sin embargo, después del veredicto de su primer juicio de desnazificación en 1947, no se le permitió ocupar un puesto directivo durante cinco años y no se le permitió abrir ni administrar su propio negocio durante diez años. En un segundo proceso de desnazificación el 1 de abril de 1949, el Comité Principal de Flensburg I mitigó el veredicto nuevamente retirando el derecho de voto pasivo de Riecken por un corto período de tiempo como única restricción e imponiendo una multa de 100 marcos alemanes. sobre él. Su 'padre adoptivo' y superior en los Estados Bálticos, Gauleiter Hinrich Lohse, salió del proceso como "menos incriminado" (III). Incluso se le concedió una generosa pensión el 27 de julio de 1951.

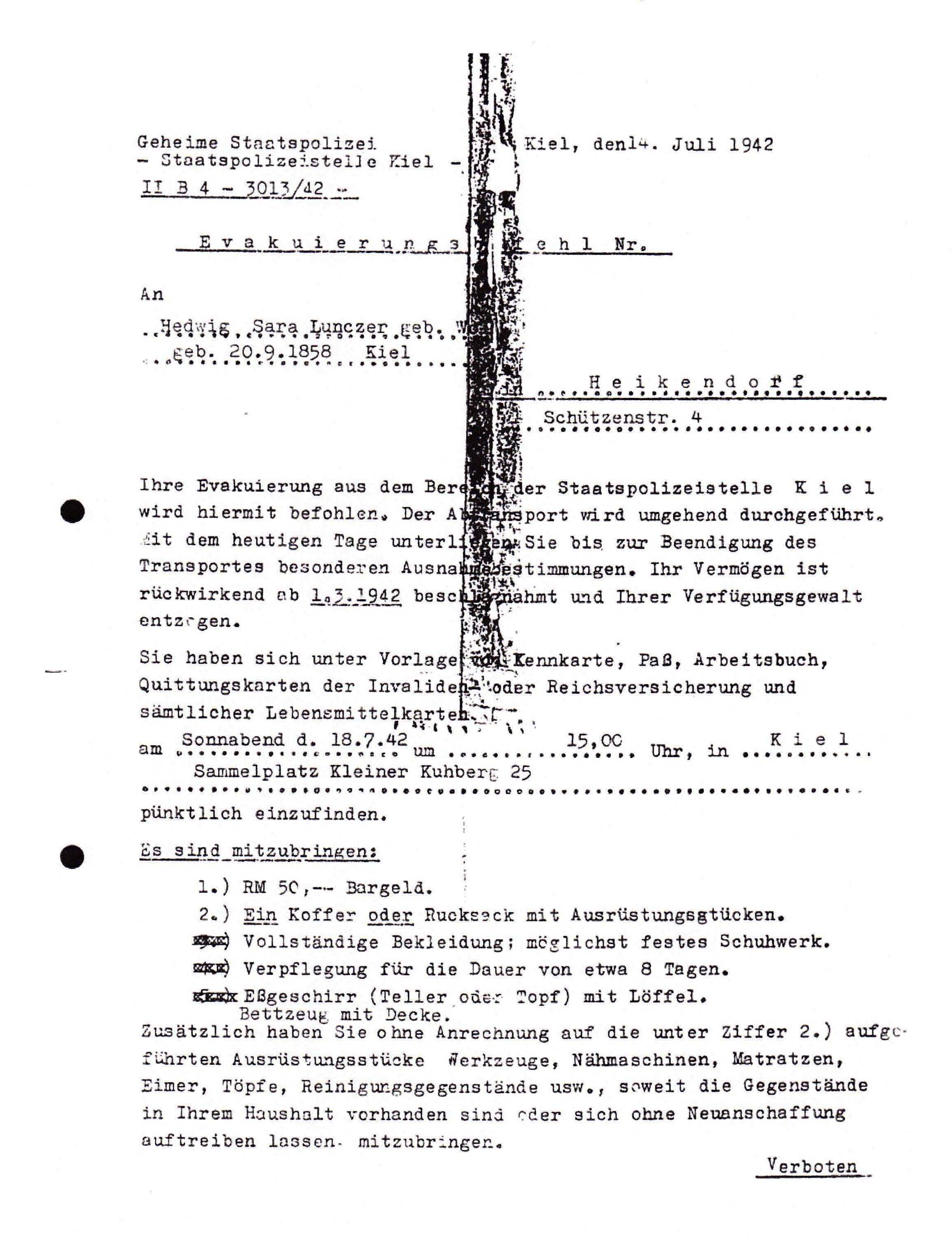
Ordonnance d'expulsion pour le transport des Juifs de la région de Kiel à Riga, 1942 (extrait,)

Con su 'exención de sus deudas', los perpetradores nazis encontraron ayudantes dispuestos en todos los niveles de la política, la administración y la sociedad. Incluso después de 1949, el gobierno estatal de Schleswig-Holstein, dirigido por la CDU, se sintió especialmente responsable de la “disolución” del Reich Commissariat Ostland, que Gauleiter Lohse había dirigido como colonia de Schleswig-Holstein hasta 1944. A la mayoría de sus compañeros de armas en la administración de Ostland se les reasignaron puestos en Schleswig-Holstein. Y ello a pesar de que la fiscalía en los juicios contra el personal administrativo de "Ostland" consiguió muy claramente demostrar y fundamentar la responsabilidad y participación de las administraciones civiles en el Holocausto. Este último jugó un papel central de coordinación: definiendo y registrando a los 'judíos', estableciendo guetos para ellos (en Schauen, Kauen, Wilna, Libau, Dünaburg y Riga) y reguló su suministro. También usó reclusos del gueto para trabajos forzados para la Wehrmacht alemana, negocios y administración y nombró y supervisó los "Consejos de Ancianos" judíos. Finalmente confiscaron su propiedad robada e incluso proporcionaron vehículos para la evacuación del gueto y posteriores pelotones de fusilamiento. Algunos funcionarios del área se ayudaron a sí mismos, por ejemplo, para transportar judíos de sus apartamentos a los guetos o para llevar a cabo redadas y registros al desnudo.
Sin embargo, muchos funcionarios estatales estaban visiblemente conmocionados por la sangrienta "solución" a la cuestión judía que estaba teniendo lugar ante sus ojos. No solo porque fueron despojados de los especialistas que necesitaban con urgencia para la producción económica de suministros de guerra a través de disparos arbitrarios, sino también porque temían que los asesinatos en masa sangrientos pudieran poner en peligro la aceptación del poder ocupante y el estado de ánimo de la población en los territorios ocupados. En última instancia, estos ataques pusieron en peligro el reclamo de poder de los Comisarios del Estado y provocaron conflictos de intereses entre las SS y la Policía de Seguridad.
En última instancia, estas invasiones pusieron en peligro el reclamo de poder de los comisionados territoriales y llevaron a objetivos contradictorios entre las SS y la policía de seguridad por un lado y la administración civil por el otro. Al final, sin embargo, la administración civil fue derrotada porque el exterminio de los 'judíos' en 'Ostland' claramente tenía prioridad después de la 'decisión del líder'. Por otro lado, la violencia desenfrenada que se vivía en la vía pública todos los días también creó un efecto de habituación que hizo que algunos comisionados distritales, incluyendo a sus familias, perdieran todas las inhibiciones. En una cena de trabajo a finales de 1941, la esposa del líder regional Hans Gewecke, líder de distrito del NSDAP en Lauenburg y comisionado regional en Schaulen, alardeó abiertamente de haber matado a su 'judío de la casa'. Como diligente sirviente de la casa, gradualmente supo demasiado sobre la familia y lo que estaba pasando en la Comisaría General, por lo que ella pensó que era mejor liquidarlo, junto con su esposa.
Con su autoridad para decidir quién era considerado “judío” o quién estaba siendo perseguido por el régimen nazi y quién debía realizar trabajos forzados, los comisionados estatales y sus cómplices actuaron como maestros sobre la vida y la muerte. Por ejemplo, en la selección mortal de judíos que todavía eran "útiles" en la economía de guerra alemana de aquellos que ya no eran necesarios. Después de la guerra, los funcionarios involucrados y acusados a menudo fueron tan audaces como para reinterpretar esto a su favor como acciones de resistencia contra el Holocausto. Ante las habituales excusas de los afectados de que no tenían más remedio que seguir las instrucciones oficiales (necesidad de actuar), la fiscalía dejó claro en general en el primer juicio penal en 1968 que había un margen de actuación individual para el distrito autoridades. Estos últimos iban desde la desaprobación demostrativa hasta la participación personal en los asesinatos. Esto incluyó, por ejemplo, reclutar equipos de trabajo predominantemente judíos para cavar fosas comunes, proporcionar transporte a los pelotones de fusilamiento y transportar a las víctimas a los lugares de ejecución. Las comisarías provinciales individuales también aparecían regularmente durante las rondas de planificación de los líderes policiales en preparación para tiroteos masivos y durante los tiroteos mismos, dando a las acciones una apariencia casi oficial.
Después de la guerra, las redes sociales de los acusados y el gobierno del estado de Schleswig-Holstein apoyaron activamente la imaginativa invención de leyendas para "excusar" a los perpetradores. Durante la Guerra Fría contra el Comunismo del Bloque del Este, hicieron todo lo que pudieron para proteger a los oficiales involucrados de ser procesados. El Estado y la sociedad trataron a los comandantes regionales y sus empleados, tanto penal como moralmente, como si no hubieran sido más que administradores de distrito en los territorios ocupados, como otros administradores de distrito en el Reich alemán durante la guerra. Algunos incluso se las arreglaron, especialmente en Schleswig-Holstein, para usar el clima de encubrimiento y negación para ascender en la carrera (ibid.).
Esto se aplicaba sobre todo a su participación en la persecución de los judíos. Algunos incluso pudieron posteriormente emitir ellos mismos sus 'leyes limpias', toleradas o apoyadas por las comunidades en las que habían recuperado un punto de apoyo. Hermann Riecken resumió la vida en Heikendorf de 1933 a 1939, es decir, durante el período en que él mismo era alcalde del NSDAP, de la siguiente manera: “La lucha contra el judaísmo nos afectó muy poco en Heikendorf. Había 3 o 4 judíos viviendo en nuestra comunidad, personas que se sabía que eran judías. Durante un tiempo, la revista 'Der Stürmer' también fue leída y distribuida un poco por nacionalsocialistas muy entusiastas, pero la gente de Heikendorf no estaba interesada y no le prestó atención. Aquí no salió nada de eso. No sentimos nada de la llamada 'Noche de los cristales rotos' en Heikendorf".
Tal creación de leyendas era típica. No se mencionó, por ejemplo, que cuando los judíos fueron registrados, p. a través del censo de la minoría alemana de 1939, no era el credo lo que importaba sino la ascendencia. Esto se debía indicar en detalle en los mapas complementarios al censo, con el fin de crear un llamado "Judenkartei" (índice judío), que se debía mantener a nivel de distrito, en el presente caso en el Distrito de Plön. Es decir, según la definición de NS, todas las personas que vivían en un hogar en el que al menos una persona tenía un abuelo judío se contaban como judíos o "de ascendencia judía"; podrían, p. ser bautizado como cristiano. En Heikendorf en 1939, no solo tres o cuatro sino 24 personas fueron registradas como judías sobre la base del censo de minorías alemanas y tratadas en consecuencia.
La superaciónde de los judíos en Heikendorf solo comenzó en 2019 con el descubrimiento de un caso ejemplar, el destino de la familia del maestro pintor Nathan Israel Cohn (nacido en 1862). Su esposa Hanna Cohn (anteriormente Lunczer) murió 'de vejez' en el hospital psiquiátrico de Neustadt en abril de 1941, y su hermana, Sarah Hedwig Lunczer, se suicidó después de recibir su orden de deportación el 17 de junio de 1942. Se dice que el propio maestro pintor Cohn, según la versión oficial, murió el 13 de marzo de 1942 de "cáncer de vejiga y constricción de la vejiga".
Después de su liberación de prisión (1950), Riecken comenzó su nueva carrera como trabajador de almacén en Flensburg. Sin embargo, como muchos otros ex colegas de la élite nazi, rápidamente logró ser reincorporado al círculo de dignatarios de la sociedad. Hermann Riecken también volvió a la política local en el sitio de su trabajo anterior como alcalde del NSDAP en Heikendorf (1933-1939). De 1966 a 1971 fue miembro de la alianza electoral del concejo municipal 'Rathausgemeinschaft' y fue muy apreciado como fundador (1959) y director durante mucho tiempo de la asociación municipal y de turismo local.

## Literatura
- Danker, Uwe (1998): Der Judenmord im Reichskommissariat Ostland. In: und die Verbrechen der Wehrmacht., Kiel: November 1998, Gegenwind, Heinrich-Böll-Stiftung, Schleswig-Holstein, S. 46–55.
- Danker, Uwe & Sebastian Lehmann & Robert Bohm (2011): Reichskommissariat Ostland. Tatort und Erinnerungsobjekt. Flensburg: Institut für schleswig-holsteinische Zeit- und Regionalgeschichte, Universität Flensburg und Militärgeschichtliches Forschungsamt, Paderborn: Ferdinand Schöningh, 373 S., ISBN 3-506-77188-4
- Endlich, Stefanie & Beate Rossié (2019): und Kriegsverbrecher im Schutz der Kirche‚ Neue Anfänge nach 1945? (Folge 3), Hamburg: Evangelisch-Lutherische Kirche in Norddeutschland (Nordkirche)
- Klinger, Klaus (1998): Ignoranz statt Gerechtigkeit – Die schleswig-holsteinische Nachkriegsjustiz und die Judenverfolgung. In: Paul & Carlebach (1998), S. 723–728
- Lehmann, Sebastian (2007): Kreisleiter der NSDAP in Schleswig-Holstein: Lebensläufe und Herrschaftspraxis einer regionalen Machtelite. Bielefeld: Verlag für Regionalgeschichte, IZRG-Schriftenreihe, Band 13, ISBN 3-89534-653-5
- Lehmann, Sebastian (2007a): Erstmals dokumentiert: Lebensläufe der Kreisleiter im Norden – Interview mit Sebastian Lehmann über dessen Pionierarbeit zur NS-Forschung in Schleswig-Holstein. Flensburger Tageblatt, 5. Juli, 2007
- Paul, Gerhard & Gillis Carelbach (Hrsg.) (1998): Menora und Hakenkreuz: Zur Geschichte der Juden in und aus Schleswig-Holstein, Lübeck und Altona: 1918–1998, Neumünster: Wachholtz, 1998, ISBN 3-529-06149-2
- Plath, Tilman (2012): Zwischen Schonung und Menschenjagden. Die Arbeitseinsatzpolitik in den baltischen Generalbezirken 1941-1944/45. Essen: Klartextverlag, 502 S., 1. Oktober 2012, ISBN 3-8375-0796-3
- Pohl, Reinhard (1998): Reichskommissariat Ostland: Schleswig-Holsteins Kolonie. In: und die Verbrechen der Wehrmacht., Kiel: November 1998, Gegenwind, Heinrich-Böll-Stiftung, Schleswig-Holstein, S. 10–12.
- Sätje, Herbert (Hrsg.) (1983): Heikendorf: Chronik einer Gemeinde an der Kieler Förde, ländlich und städtisch zugleich. Hamburg: Hans Christians Verlag, ISBN 3-7672-0815-6